# Джон Рассел Гайнд
Джон Рассел Гайнд або Хайнд Джон Расселл  (англ. John Russell Hind, 12 травня 1823 — 23 грудня 1895) — англійський астроном.
| 7 Ірида       | 13 серпня 1847    |
| 8 Флора       | 18 жовтня 1847    |
| 12 Вікторія   | 13 вересня 1850   |
| 14 Ейрена     | 19 травня 1851    |
| 18 Мельпомена | 24 червня 1852    |
| 19 Фортуна    | 22 серпня 1852    |
| 22 Калліопа   | 16 листопада 1852 |
| 23 Талія      | 15 грудня 1852    |
| 27 Евтерпа    | 8 листопада 1853  |
| 30 Уранія     | 22 липня 1854     |

## Біографія
Джон Рассел Гайнд народився в 1823 році в Ноттінгемі. У 17 років він відправився в Лондон навчатися професії цивільного інженера. Завдяки допомозі Чарльза Вітсона він залишив інженерну справу і погодився працювати в Гринвіцькій королівської обсерваторії під керівництвом Джорджа Бідделла Ейрі. Там він пропрацював 4 роки. З 1844 року Джон став директором приватної обсерваторії Джорджа Бішопа. У 1853 році став керівником «Морського альманаху» (англ. Nautical Almanac), і займав цю посаду до 1891 року.
Гайнд є одним з перших відкривачів астероїдів. Він також виявив і дослідив змінні зірки R Зайця, U Близнят, Т Тельця і підсвічувану останньою змінну туманність Гайнда, а також виявив змінність μ Цефея.  Ще Джон виявив Нову Змієносця 1848 року (V841 Ophiuchi), першу нову сучасності.
Гайнд одружився в 1846 році, у нього з дружиною було шестеро дітей. Помер в 1895 році в передмісті Лондона Твікенгемі.

## Визнання
- Член Лондонського королівського товариства (1863)
- Золота медаль Лондонського королівського астрономічного товариства (1853)
- Пам'ятна медаль Лондонського королівського астрономічного товариства 1848
- Кратер Гайнд на Місяці[2]
- Астероїд 1897 Гайнд